# Tigran Guevorg Martirossian
Tigran Guevorg Martirossian (en armeni: Տիգրան Գ. Մարտիրոսյան) (Leninakan, Unió Soviètica 1988) és un aixecador armeni, guanyador d'una medalla olímpica.

## Biografia
Va néixer el 9 de juny de 1988 en Leninakan, a la República Socialista Soviètica d'Armènia (Unió Soviètica), que actualment forma part d'Armènia.

## Carrera esportiva
Va participar, als 20 anys, en els Jocs Olímpics d'Estiu de 2008 realitzats a Pequín (República Popular de la Xina), on va aconseguir guanyar la medalla de bronze en la prova masculina de pes lleuger (-69 kg.).
Al llarg de la seva carrera ha guanyat dues medalles en el Campionat del Món d'halterofília, una d'elles d'or; i tres medalles en el Campionat d'Europa, dues d'elles d'or.